# Merxheim (Haut-Rhin)
Merxheim ist eine französische Gemeinde mit 1341 Einwohnern (1. Januar 2022) im Département Haut-Rhin der Region Grand Est (bis 2015 Elsass). Sie gehört zum Arrondissement Thann-Guebwiller und zum Kanton Guebwiller.

## Geografie
Die Gemeinde Merxheim liegt an der Lauch, etwa auf halbem Weg zwischen Mülhausen und Colmar.
Nachbargemeinden sind (von Norden im Uhrzeigersinn) Gundolsheim, Meyenheim, Réguisheim, Raedersheim, Issenheim und Bergholtz.

## Geschichte
Von 1871 bis zum Ende des Ersten Weltkriegs gehörte Merxheim als Teil des Reichslandes Elsaß-Lothringen zum Deutschen Reich und war dem Kreis Gebweiler im Bezirk Oberelsaß zugeordnet.

### Bevölkerungsentwicklung
| Jahr      | 1910 | 1962 | 1968 | 1975 | 1982 | 1990 | 1999 | 2007 | 2017 |
| --------- | ---- | ---- | ---- | ---- | ---- | ---- | ---- | ---- | ---- |
| Einwohner | 775  | 943  | 950  | 986  | 1001 | 1039 | 1147 | 1276 | 1261 |

## Sehenswürdigkeiten
Die Kirche St.-Peter-und-Paul wurde 1772 neu errichtet. Der romanische Glockenturm stammt allerdings schon aus dem 11. Jahrhundert. Die Kirche steht als Monument historique unter Denkmalschutz.
|  |  |

## Infrastruktur
Merxheim hat einen eigenen Haltepunkt an der Bahnstrecke Strasbourg–Basel und direkte Straßenverbindungen nach Raedersheim, Issenheim, Gundolsheim und Meyenheim.

## Gemeindepartnerschaften
Seit 1973 ist die gleichnamige deutsche Gemeinde Merxheim in Rheinland-Pfalz Partnergemeinde von Merxheim.